# Cèrcides (ambaixador)
Cèrcides (en llatí Cercidas, en grec antic Κερκιδᾶς "Kerkidas") fou un ambaixador nadiu de Megalòpolis del segle III aC.
Àrat o Àratos de Sició el va enviar com ambaixador a Antígon III Dosó per concertar una aliança el 224 aC i va aconseguir completar la seva missió; després va ser comandant d'un miler de megalopolians de l'exèrcit que Antígon va portar a Lacònia el 222 aC, segons diu Polibi. Podria ser descendent del poeta Cèrcides, però no se sap del cert.